# Clematis chekiangensis
Clematis chekiangensis är en ranunkelväxtart som beskrevs av Pei. Clematis chekiangensis ingår i släktet klematisar, och familjen ranunkelväxter. Inga underarter finns listade i Catalogue of Life.